# 异色红毛蓝
异色红毛蓝（学名：Pyrrothrix heterochroa）为爵床科红毛蓝属下的一个种。